# 2067 (film)
Pour plus de détails, voir Fiche technique et Distribution.
2067 est un film de science-fiction australien écrit et réalisé par Seth Larney, sorti en 2020.

## Synopsis
En 2067, la Terre est dévastée par le changement climatique : la civilisation s'effondre et l'oxygène diminue. Seule l'Australie semble résister à ces changements catastrophiques.
Les scientifiques créent une technologie qui permet de voyager dans le temps : un message provenant de 2474 apparaît, mentionnant qu'il faut envoyer Ethan Whyte (Kodi Smit-McPhee). Ce dernier refuse, et, pourtant, il est le dernier espoir pour l'humanité : il part finalement dans le futur…

## Fiche technique
Sauf indication contraire, les informations mentionnées dans cette section peuvent être confirmées par la base de données cinématographiques IMDb,  présente dans la section « Liens externes ».
- Titre original et français : 2067
- Réalisation et scénario : Seth Larney
- Musique : Kirsten Axelholm et Kenneth Lampl
- Direction artistique : Gareth Wilkes
- Décors : Jacinta Leong
- Costumes : Oriana Merullo
- Photographie : Earle Dresner
- Montage : Sean Lahiff
- Production : Kate Croser, Lisa Shaunessy et Jason Taylor

Production déléguée : Alexandra Burke, Geoffrey James Clark, Clement Dunn, Michael Favelle, Martin Gallery, Ari Harrison, Jeff Harrison, Craig McMahon, Michael Rymer et Adam Scott
- Sociétés de production : Arcadia ; Elevate Production Finance, Futurism Studios et Rocketboy (coproductions)
- Société de distribution : RLJE Films (Australie) ; Koba Films (France)
- Pays d'origine :  Australie
- Langue originale : anglais
- Format : couleur - 35 mm - 2,39:1
- Genre : science-fiction
- Durée : 114 minutes
- Dates de sortie :
  - Australie : 2 octobre 2020 (sortie nationale)
  - France : 12 février 2021 (vidéo à la demande)

## Distribution
- Kodi Smit-McPhee (VFB : Maxime Donnay) : Ethan Whyte
  - Finn Little (VFB : Zion Percy) : Ethan Whyte, jeune
- Ryan Kwanten (VFB : Nicolas Matthys) : Jude Mathers
  - Matt Testro : Jude Mathers, jeune
- Deborah Mailman (VFB : Julie Basecqz) : Regina Jackson
- Sana'a Shaik (VFB : Marie Braam) : Xanthe Whyte, la femme d'Ethan
- Damian Walshe-Howling (VFB : Michelangelo Marchese) : Billy Mitchell
- Aaron Glenane (VFB : Philippe Allard) : Dr Richard Whyte, le père d'Ethan
- Leeanna Walsman (VFB : Alexandra Correa) : Selene Whyte
- Aidan Gillett : le défenseur
- Craig McArdle : Hawker
- Rory Walker (VFB : Pascal Gruselle) : le journaliste

## Production
Le tournage a lieu à Adélaïde, dans l'Australie-Méridionale et la Nouvelle-Galles du Sud, ainsi que dans les studios d’Adelaide.